# Christian Nagiller
Christian Nagiller (Hall in Tirol, 24 giugno 1984) è un ex saltatore con gli sci austriaco.

## Biografia
In Coppa del Mondo esordì il 3 gennaio 2000 a Innsbruck (39°) e ottenne la prima vittoria, nonché primo podio, il 23 gennaio 2003 a Hakuba.
In carriera prese parte a un'edizione dei Campionati mondiali, Val di Fiemme 2003 (30° nel trampolino normale il miglior risultato).

## Palmarès

### Mondiali juniores
- 2 medaglie:
  - 1 oro (gara a squadre a Štrbské Pleso 2000)
  - 1 argento (gara a squadre a Schonach im Schwarzwald 2002)

### Coppa del Mondo
- Miglior piazzamento in classifica generale: 18º nel 2003
- 3 podi (2 individuali, 1 a squadre):
  - 2 vittorie (1 individuale, 1 a squadre)
  - 1 secondo posto (individuale)

#### Coppa del Mondo - vittorie
| Data            | Località | Nazione  | Trampolino                                                                   |
| --------------- | -------- | -------- | ---------------------------------------------------------------------------- |
| 23 gennaio 2003 | Hakuba   | Giappone | Hakuba K120                                                                  |
| 8 marzo 2003    | Oslo     | Norvegia | Holmenkollen K115 (con Thomas Morgenstern, Florian Liegl e Andreas Widhölzl) |

### Campionati austriaci
- 2 medaglie[1]:
  - 1 oro (K90 nel 2004)
  - 1 argento (K120 nel 2004)